# Camelina rumelica
Espèce
Camelina rumelica est une espèce de plantes à fleurs de la famille des Brassicaceae.

## Liste des sous-espèces
Selon Catalogue of Life (2 mai 2014) :
- sous-espèce Camelina rumelica subsp. rumelica
- sous-espèce Camelina rumelica subsp. transcaspica

Selon NCBI (2 mai 2014) :
- sous-espèce Camelina rumelica subsp. transcaspica

Selon The Plant List (2 mai 2014) :
- sous-espèce Camelina rumelica subsp. transcaspica (Fritsch) Hegi

Selon Tropicos (2 mai 2014) (Attention liste brute contenant possiblement des synonymes) :
- sous-espèce Camelina rumelica subsp. rumelica Velen.
- sous-espèce Camelina rumelica subsp. transcaspica Hedge